# Yaw Barimah
Yaw Barimah (* 22. Dezember 1949 in Kokoben Akropong, Ghana) war zuletzt bis zum 31. Juli 2007 Regionalminister der Eastern Region in Ghana. Er ist einer der führenden Politiker des Landes. Barimah hatte bereits verschiedene Posten als Minister inne. Zum 1. August 2007 wurde Barimah Staatsminister im Büro des Präsidenten.
Kufuor entließ Barimah nach seiner Wiederwahl aus dem Kabinett und ernannte ihn zum Regionalminister der Eastern Region im Jahr 2005.
Barimah ist Mitglied der New Patriotic Party.

## Ausbildung
Barimah besuchte zwischen 1955 und 1963 die Presbyterianische Grundschule später die Methodisten Grundschule und Mittelschule in Bechem in der Brong Ahafo Region. Später wechselte er für die weiterführende Schulbildung an die SDA Secondary School in Bekwai und später an die TI Ahmadiyya Secondary School in Kumasi, die er mit der Hochschulreife im Jahr 1970 abschloss.
Sofort im Anschluss schrieb sich Barimah an der Universität von Ghana in Legon, einem Stadtteil von Accra, als Student der Rechtswissenschaften ein und schloss mit den Bachelor im Jahr 1973 das Studium ab. Im gleichen Jahr wechselte er an die Ghana School of Law um als Barrister in die Rechtsanwaltskammer aufgenommen zu werden. Die Aufnahme erfolgte im Jahr 1974.

## Karriere
Ab 1975 arbeitete Barimah als führender Jurist und Politiker. Er begann seine Tätigkeit als Assistent der Staatsanwaltschaft in Koforidua 1975. Erst 1980 beendete er diese Stellung und gründete in Koforidua seine Kanzlei Yaw Barimah and Co. Chambers um als Anwalt tätig sein zu können. Seit 1980 hatte er verschiedene Führungspositionen inne:
- Leitung des SDA Training College sowie der Koforidua Secondary Technical School
- Mitglied des Human Right Committee der nationalen Rechtsanwaltskammer,
- Präsident regionalen Rechtsanwaltskammer in der Eastern Region zwischen 1990 und 1996
- Vorstand der Nationalen Rechtsanwaltskammer, Standort Eastern Region, 1983–1988.

Seine politische Karriere begann 1997 mit dem Einzug ins ghanaische Parlament für den Wahlkreis Koforidua, der er nach verschiedenen Wiederwahlen immer innehat.
Barimah war der Vizeminister für Inneres zwischen Januar 2001  und November 2001. Ab November 2001 hatte er den Posten des Ministers für Bau- und Wohnungswesen (Minister for Works and Housing) inne.